# Estoa de Filipo
La Estoa de Filipo era una antigua estoa o pórtico de la isla griega de Delos.1 Sus ruinas forman parte del yacimiento arqueológico de Delos, declarado Patrimonio de la Humanidad por la Unesco.

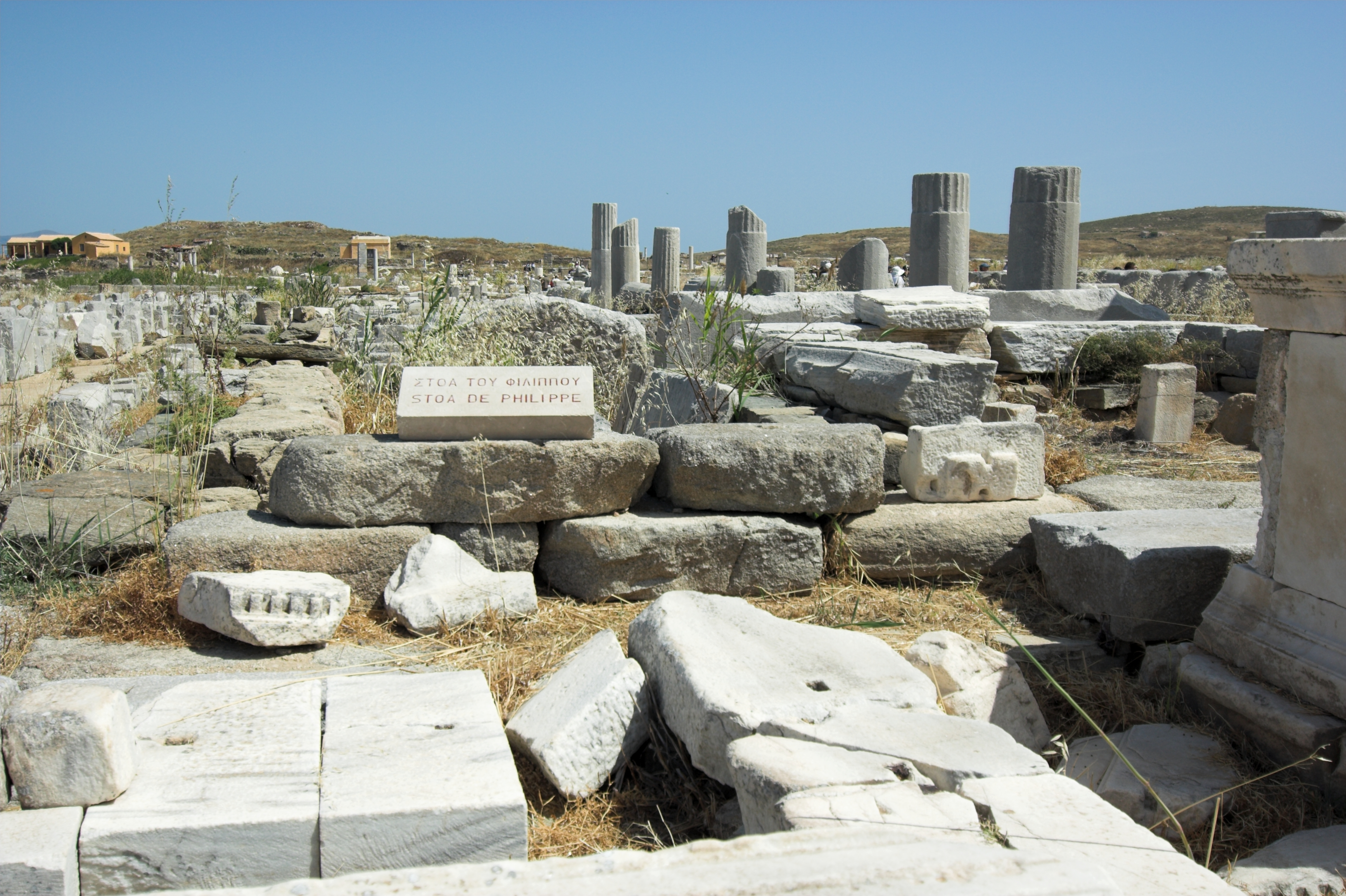
Ruinas de la Estoa.

Se construyó en la época helenística, en torno al 216-200 a. C. Según una inscripción encontrada en el edificio, fue construido por el rey Filipo V de Macedonia. Estaba situada al sur del santuario de Apolo y Artemisa, entre la Estoa del sur y el puerto, en el lado occidental de la Vía Sagrada que conduce desde el Ágora de los Competaliastas al santuario. 
En realidad, la estoa consistía en dos pórticos contiguos con un muro posterior común. Estaban construidos en dirección norte-sur, uno se abría hacia el este y el otro hacia el oeste. La estoa oriental era anterior, mientras que la occidental se añadió algo más tarde. La oriental era una sala rectangular normal con columnas, de unos 71 metros de largo y 11 de ancho. La occidental tenía forma de L y era más ancha en el lado norte de la oriental, con una sala independiente. Estaba separada del resto del pórtico por semicolumnas lineales. Las fachadas de ambos lados tenían columnas dóricas.